# Teddy Thompson
Pour les articles homonymes, voir Thompson.
Teddy Thompson est un chanteur et compositeur anglais de folk rock, né le 19 février 1976 à Londres.

## Biographie
Il est le fils des musiciens folk Richard et Linda Thompson. À l'âge de 18 ans, il déménage à Los Angeles pour y poursuivre sa carrière musicale. En 2000, il sort son premier album, Teddy Thompson. 
Malgré de très bonnes critiques, l'album n'a pas un grand succès commercial. Il sort ensuite Blunderbuss EP et tourne avec le groupe de Rosanne Cash. Sa chanson Love Her For That apparaît dans le film 40 jours et 40 nuits.
En 2005, il sort son second album, Separate Ways. Les chanteurs Rufus Wainwright et Martha Wainwright, amis proches de Teddy Thompson, apparaissent sur l'album. Les liens avec les Wainwright ne s'arrêtent pas là car ils ont souvent joué ensemble en concert ou sur album : Teddy a participé à l'album Want One de Rufus, et ils ont enregistré ensemble une version de King of the Road pour le film Le Secret de Brokeback Mountain sorti en 2005. Thompson a aussi écrit une chanson en solo pour ce film. 
Sur Separate Ways apparaissent aussi Dave Mattacks, Tony Trischka et Garth Hudson du groupe The Band. L'album a été produit par Brad Albetta, qui a aussi produit le premier album de Martha Wainwright.

## Discographie
- A Piece Of What You Need (2008)
- Separate Ways (2005)
- Blunderbuss EP (2004)
- Teddy Thompson (2000)